# Tâm thần phân liệt ở trẻ em
Tâm thần phân liệt ở trẻ em (còn được gọi là tâm thần phân liệt thời thơ ấu, và tâm thần phân liệt khởi phát từ rất nhỏ) là một dạng phổ tâm thần phân liệt rối loạn đặc trưng bởi ảo giác, lời nói vô tổ chức, ảo tưởng, hành vi catatonic và "triệu chứng tiêu cực", chẳng hạn như không phù hợp hoặc ảnh hưởng thô lỗ và thiếu động lực hành động khởi phát trước 13 tuổi. Thuật ngữ "tâm thần phân liệt khởi phát từ thời thơ ấu" và "tâm thần phân liệt khởi phát rất sớm" được sử dụng để xác định những bệnh nhân bị rối loạn biểu hiện trước tuổi 13.
Rối loạn biểu hiện các triệu chứng như ảo giác thính giác và thị giác, suy nghĩ hoặc cảm giác lạ và hành vi bất thường, ảnh hưởng sâu sắc đến khả năng hoạt động của trẻ và duy trì các mối quan hệ giữa các cá nhân bình thường. Ảo tưởng thường không được hệ thống hóa và mơ hồ. Trong số các triệu chứng loạn thần thực tế thấy trong tâm thần phân liệt thính giác trẻ em là ảo giác phổ biến nhất. Chúng thường được trình bày dưới dạng ảo thanh tương đối đơn giản (ảo giác thính giác, như tiếng ồn, cú đánh, tiếng gõ cửa, v.v.). Nhiều trẻ trong số này cũng có các triệu chứng cáu kỉnh, tìm kiếm đồ vật tưởng tượng hoặc không hiệu quả trong hành động. Chứng rối loạn này thường xuất hiện sau bảy tuổi. Khoảng 50% trẻ nhỏ được chẩn đoán mắc bệnh tâm thần phân liệt gặp các triệu chứng thần kinh nghiêm trọng. Các nghiên cứu đã chứng minh rằng các tiêu chuẩn chẩn đoán tương tự như các bệnh tâm thần phân liệt ở người trưởng thành.  Chẩn đoán dựa trên hành vi được quan sát bởi những người chăm sóc và, trong một số trường hợp tùy thuộc vào độ tuổi, được trẻ tự báo cáo. Ít hơn 5% những người bị tâm thần phân liệt có các triệu chứng đầu tiên của họ trước 18 tuổi.
Tâm thần phân liệt không có nguyên nhân rõ ràng; tuy nhiên, các yếu tố rủi ro nhất định như lịch sử gia đình, áp lực học  hành dường như tương quan. Không có cách chữa trị hiệu quả nào, nhưng tâm thần phân liệt ở trẻ em có thể kiểm soát được với sự trợ giúp của các liệu pháp hành vi và thuốc men.